# Holotrichia protracta
Holotrichia protracta är en skalbaggsart som beskrevs av Bates 1891. Holotrichia protracta ingår i släktet Holotrichia och familjen Melolonthidae. Inga underarter finns listade i Catalogue of Life.